# Lietuvos krepšinio lyga

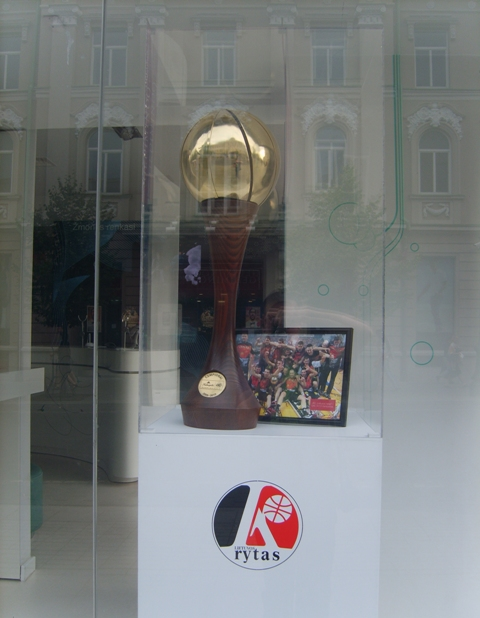
Trofeum mistrza Litwy 2010 w Wilnie

Lietuvos krepšinio lyga (LKL) – litewska profesjonalna liga koszykówki. LKL działa na Litwie od 1993 roku. Jest to najwyższy szczebel rozgrywek koszykarskich na Litwie.

## Zespoły grające w LKL
- BC Aisčiai-Atletas
- BC Lietuvos Rytas
- KK Neptūnas
- KK Nevėžis
- BC Techasas
- BC Sakalai
- BC Šiauliai
- BC Arvi-Sūduva
- BC Žalgiris
- BC Alytus
- Kaunas TRIOBET

## Medaliści Mistrzostw Litwy
- Podczas rozgrywek 1994/95, 1995/96 i 1996/97 nie rozgrywano spotkania o brązowy medal

| Sezon   | 1. miejsce     | 2. miejsce     | 3. miejsce        | 4. miejsce            | MVP finałów          |
| ------- | -------------- | -------------- | ----------------- | --------------------- | -------------------- |
| 1990–91 | Žalgiris       | Statyba        | Poniewież         | Drobė Kowno           |                      |
| 1991–92 | Žalgiris       | Statyba        | Atletas           | Lietkabelis Poniewież |                      |
| 1992–93 | Žalgiris       | Atletas        | Drobė Kowno       | Statyba               |                      |
| 1993–94 | Žalgiris       | Atletas        | Statyba           | Lavera                | Gintaras Einikis     |
| 1994–95 | Žalgiris       | Atletas        | Lavera i Šiauliai | Lavera i Šiauliai     | Gintaras Einikis     |
| 1995–96 | Žalgiris       | Atletas        | Olimpas i Sakalai | Olimpas i Sakalai     |                      |
| 1996–97 | Žalgiris       | Olimpas        | Šilutė i Šiauliai | Šilutė i Šiauliai     |                      |
| 1997–98 | Žalgiris       | Atletas        | Lietuvos Rytas    | Sakalai               |                      |
| 1998–99 | Žalgiris       | Lietuvos Rytas | Sakalai           | Šiauliai              |                      |
| 1999–00 | Lietuvos Rytas | Žalgiris       | Šiauliai          | Sakalai               | Eurelijus Žukauskas  |
| 2000–01 | Žalgiris       | Lietuvos Rytas | Šiauliai          | Alita                 | Ramūnas Šiškauskas   |
| 2001–02 | Lietuvos Rytas | Žalgiris       | Alita             | Šiauliai              | Arvydas Macijauskas  |
| 2002–03 | Žalgiris       | Lietuvos Rytas | Alita             | Šiauliai              | Arvydas Macijauskas  |
| 2003–04 | Žalgiris       | Lietuvos Rytas | Šiauliai          | Sakalai               | Tanoka Beard         |
| 2004–05 | Žalgiris       | Lietuvos Rytas | Šiauliai          | Sakalai               | Mindaugas Timinskas  |
| 2005–06 | Lietuvos Rytas | Žalgiris       | Šiauliai          | Nevėžis               | Andrius Šležas       |
| 2006–07 | Žalgiris       | Lietuvos Rytas | Šiauliai          | Neptūnas              | Tanoka Beard         |
| 2007–08 | Žalgiris       | Lietuvos Rytas | Šiauliai          | Alytus                | Marcus Brown         |
| 2008–09 | Lietuvos Rytas | Žalgiris       | Šiauliai          | Neptūnas              | Chuck Eidson         |
| 2009–10 | Lietuvos Rytas | Žalgiris       | Šiauliai          | Juventus              | Martynas Gecevičius  |
| 2010–11 | Žalgiris       | Lietuvos Rytas | Prienai           | Juventus              | Paulius Jankūnas     |
| 2011–12 | Žalgiris       | Lietuvos Rytas | Prienai           | Šiauliai              | Tomas Delininkaitis  |
| 2012–13 | Žalgiris       | Lietuvos Rytas | Neptūnas          | Prienai               | Mindaugas Kuzminskas |
| 2013–14 | Žalgiris       | Neptūnas       | Lietuvos Rytas    | Prienai               | Paulius Jankūnas     |
| 2014–15 | Žalgiris       | Lietuvos Rytas | Juventus          | Neptūnas              | Artūras Milaknis     |
| 2015–16 | Žalgiris       | Neptūnas       | Lietuvos Rytas    | Juventus              | Jerome Randle        |
| 2016–17 | Žalgiris       | Lietkabelis    | Lietuvos Rytas    | Neptūnas              | Edgaras Ulanovas     |
| 2017–18 | Žalgiris       | Lietuvos Rytas | Neptūnas          | Lietkabelis           | Brandon Davies       |
| 2018–19 | Žalgiris       | Rytas          | Neptūnas          | Lietkabelis           | Edgaras Ulanovas     |
| 2019–20 | Žalgiris       | Rytas          | Lietkabelis       | Neptūnas              | nie wybrano          |
| 2020–21 | Žalgiris       | Rytas          | Lietkabelis       | Juventus              | Thomas Walkup        |
| 2021–22 | Rytas          | Lietkabelis    | Žalgiris          | Šiauliai–7bet         | Arnas Butkevičius    |
| 2022–23 | Žalgiris       | Rytas          | Lietkabelis       | Jonava                | Isaiah Taylor        |